# Святополк I (князь Східної Померанії)
Святополк або Свантеполк I (*Świętopełk I, д/н —бл. 1121) — князь Східної Поморянії у 1106/1107—бл.1119 роках. Відомий також як Святополк Гданський.

## Життєпис
Походив з династії Грифичів. Син Святобора I. Про дату народження відсутні відомості. після смерті батька у 1106 або 1107 році розділив володіння з братом Вартіславом I, отримавши східну частину князівства Поморянії. Зробив столицею місто Гданськ.
Невдовзі змушений був визнати зверхність Болеслава III, князя Польщі. У 1109 році Святополк I отримав від польського князя місто Накло. Незабаром князь Східної Поморянії зробив спроби стати самостійним князем, але у 1112 році зазнав поразку, в результаті чого змушений був заплатити викуп й дати сина в заручники.
У 1113 році війська Болеслава III Кривоустого захопили поморські фортеці Накло і область вздовж течії річки Нотець. Наступний етап боротьби за підпорядкування Східного Помор'я припав на 1115—1119 роки, коли польські війська захопили Гданськ і отримали оммаж від всього Східного Помор'я. Ймовірно Святополк I помер або загинув близько 1121 року.
Відновлення князівства Східної Поморянії відбулося лише у 1155 році, коли новим володарем став Собіслав I Гданський.